# 猫梓子
猫梓子（マオズズ、1990年11月3日 - ）は、中華人民共和国のモデル。
2020年の報道によるとロリータのジャンルではトップモデルで「圧倒的な表情力」を特長とする。ロリータファッションの撮影では服全体を写すのが一般的であるが、彼女の場合はバストアップが多めになるほど唯一無二の表現がなされる。

## 経歴・人物
大学在学中の2009年頃からロリータ服を着るようになる。初めのうちは大好きだったから着ていたにすぎず、モデル活動と言っても好きなブランドの撮影モデルを務める程度だった。2019年より本格的にロリータモデルとして活動する。本人によると、中国におけるロリータ服市場の拡大に伴い、ロリータモデルのプロフェッショナルとしての認知度が高まったことが背景にある。
2023年、ロリィタ服のブランドBABY, THE STARS SHINE BRIGHTがオリジナル香水Baby Princessを発売するのを記念して開催された「国際交流オンラインファッションショー企画」に出演。
きれいな青空を撮るため、高所恐怖症にもかかわらずガードレールのないビルの屋上に登ったこともある。本人は「非常に怖かったです。もう二度と体験したくありません」と述べる。
ロリータモデルとして必要な能力について「一番重要なのは、服装の形とデザイン、色、柄などの要素をはっきりと上手く伝えて、見た人達にとって良い判断材料になること。そのために、ポージング、表情、そして気持で、ロリータ服の良さを伝える必要がある。何よりも、その服を着ている幸福感を魂として服装に込めることが重要」と答えたことがある（乃木章の取材による）。
アニメやマンガが大好きでコスプレもする。本人によると、自然とコスプレへの愛が芽生えた。また、コスプレをすることで大好きなキャラクターとの距離感が縮まるように思えるとも述べている。